# Division d'Honneur 1930-1931
La Division d'Honneur 1930-1931 è stata la 31ª edizione della massima serie del campionato belga di calcio disputata tra il 5 ottobre 1930 e il 3 maggio 1931 e conclusa con la vittoria del Anversa, al suo secondo titolo.
Capocannoniere del torneo furono Jacques Secretin (Racing FC Montegnée) e Joseph Van Beeck (Anversa), con 21 reti.

## Formula
Come nella stagione precedente le squadre partecipanti furono 14 e disputarono un turno di andata e ritorno per un totale di 26 partite.
Le ultime due classificate retrocedettero in Division I.

## Squadre
| Squadra                  | Città         | Stadio | Stagione 1929-1930  |
| ------------------------ | ------------- | ------ | ------------------- |
| Standard Liegi           | Liegi         |        | 10°                 |
| Berchem Sport            | Anversa       |        | 12°                 |
| Racing FC Montegnée      | Saint-Nicolas |        | Division I          |
| RC Malines SR            | Malines       |        | 3°                  |
| SC Anderlechtois         | Anderlecht    |        | 5°                  |
| Beerschot AC             | Anversa       |        | 4°                  |
| RCS Brugeois             | Bruges        |        | Campione del Belgio |
| Anversa                  | Anversa       |        | 2°                  |
| Union Saint-Gilloise     | Saint-Gilles  |        | 8°                  |
| Daring Club de Bruxelles | Bruxelles     |        | 7°                  |
| RFC Brugeois             | Bruges        |        | 6°                  |
| RFC Malinois             | Malines       |        | 11°                 |
| Tubantia FAC             | Anversa       |        | Division I          |
| Liersche SK              | Lier          |        | 9°                  |

## Classifica finale
|                   | Pos. | Squadra                     | Pt | G  | V  | N | P  | GF | GS | DR  |
| ----------------- | ---- | --------------------------- | -- | -- | -- | - | -- | -- | -- | --- |
| Belgio (bandiera) | 1.   | Anversa                     | 37 | 26 | 17 | 3 | 6  | 77 | 39 | +38 |
|                   | 2.   | RFC Malinois                | 34 | 26 | 16 | 2 | 8  | 71 | 39 | +32 |
|                   | 3.   | Berchem Sport               | 33 | 26 | 14 | 5 | 7  | 51 | 37 | +14 |
|                   | 4.   | R. Beerschot AC             | 33 | 26 | 14 | 5 | 7  | 56 | 46 | +10 |
|                   | 5.   | RFC Brugeois                | 29 | 26 | 13 | 3 | 10 | 55 | 45 | +10 |
|                   | 6.   | Daring Club de Bruxelles SR | 28 | 26 | 12 | 4 | 10 | 45 | 41 | +4  |
|                   | 7.   | RCS Brugeois                | 26 | 26 | 12 | 2 | 12 | 52 | 38 | +14 |
|                   | 8.   | K. Liersche SK              | 24 | 26 | 11 | 2 | 13 | 57 | 61 | -4  |
|                   | 9.   | Standard Liegi              | 23 | 26 | 9  | 5 | 12 | 45 | 66 | -21 |
|                   | 10.  | RC Malines SR               | 23 | 26 | 11 | 1 | 14 | 51 | 59 | -8  |
|                   | 11.  | Tubantia FAC                | 21 | 26 | 7  | 7 | 12 | 40 | 64 | -24 |
|                   | 12.  | Union Royale Saint-Gilloise | 19 | 26 | 8  | 3 | 15 | 49 | 63 | -14 |
|                   | 13.  | Racing FC Montegnée         | 19 | 26 | 8  | 3 | 15 | 51 | 90 | -39 |
|                   | 14.  | SC Anderlechtois            | 15 | 26 | 3  | 9 | 14 | 45 | 57 | -12 |

Legenda:

      Campione del Belgio
      Retrocesso in Division 1
Note:

Due punti a vittoria, uno a pareggio, zero a sconfitta.

### Verdetti
- R. Antwerp FC campione del Belgio 1930-31.
- Racing FC Montegnée e SC Anderlechtois retrocesse in Division I.